# Els Compromesos
Els Compromesos, en francès Les engagés, és un partit polític belga francòfon de caràcter centrista i humanista. Fou fundat el març de 2022.

## Antecedents
El partit és una evolució del Partit Social Cristià-Christelijke Volkspartij (PSC-CVP), partit polític cristià i unitari belga, el mateix creat el 1945 com a successor del Partit Catòlic d'abans de la Segona Guerra Mundial. Les tensions entre els dos grups lingüístics ja dataven de la primeria dels anys 1960, i el partit per fi es va escindir definitivament en dues ales, el Partit Social Cristià (PSC) de parla francesa i el Christelijke Volkspartij (CVP), de parla neerlandesa el 1968, arran dels incidents a la universitat de Leuven.
El canvi de nom de catòlic cap a cristià va ser l'inici d'una desconfessionalització que va acabar amb l'abandó de qualsevulla referència religosa en el nom del partit, quan el 2002 Joëlle Milquet el va transformar en Centre Demòcrata Humanista (cdH) el 2002, per alliberar-se de la fama de partit ultraconservador.

## Història
El procés de desconfessionalització del Centre Demòcrata Humanista va continuar fins que el 2022 va esdevenir Les Engagés, un «moviment participatiu i ciutadà, cèntric i progressista. A través del Manifest per una Societat Regenerada, Les Engagés descriuen la seva visió i un seguit de propostes, algunes de les quals trenquen amb la línia de l'antic CDH. El nou partit predica una renda de 600 euros per a tothom i una pensió de jubilació mínima de 1.500 euros, vol millorar l'educació i l'atenció sanitària i vol combatre la delinqüència financera en benefici de la classe mitjana. Aquest canvi de rumb va anar acompanyat de sortides i arribades de personalitats polítiques.
Des de maig de 2022 president n'és Maxime Prévot i els vicepresidents en són l'empresari Yves Verougstraete i el catedràtic Laurent de Briey, aquest darrer és considerat com l'ideòleg de l'humanisme compromés. La nova organització del partit amb membres nous i uns tradicionals que se'n van hauria de ser complert per l'any 2024, «any de totes les eleccions» amb eleccions europeus, federals i regionals el juny, i eleccions dels governs municipals i provincials el 13 d'octubre.
A les eleccions legislatives belgues de 2024, les Engagés gairebé van triplicar el seu nombre d'escons del cdH i van assolir un nivell de popularitat que no s'havia vist en 30 anys. El 31 de gener de 2025 Bart de Wever va anunciar al rei dels belgues Felip de Bèlgica l'acord de govern dels nacionalistes flamencs de Nieuw-Vlaamse Alliantie (N-VA), els liberals del Mouvement Réformateur (MR) i Els Compromesos, els demòcratacristians flamencs del Christen-Democratisch en Vlaams (CD&V) i els flamencs demòcrates social d'Endavant, amb 82 escons de 150 a la Cambra de Representants i una agenda amb més federalisme, més autonomia per a les unitats constituents, retallades en la despesa pública social i una setena reforma de l'Estat.

## Resultats electorals

### Cambra de Representants
| Eleccions legislatives belgues | Eleccions legislatives belgues | Eleccions legislatives belgues | Eleccions legislatives belgues | Eleccions legislatives belgues | Eleccions legislatives belgues | Eleccions legislatives belgues | Eleccions legislatives belgues |
| Any                            | Líder                          | Vots                           | %                              | +/-                            | Escons                         | +/-                            | Govern                         |
| ------------------------------ | ------------------------------ | ------------------------------ | ------------------------------ | ------------------------------ | ------------------------------ | ------------------------------ | ------------------------------ |
| 2024                           | Maxime Prévot                  | 472.755                        | 6,77 / 150                     | N/D                            | 14 / 150                       | N/D                            | Coalició                       |

### Senat
| Any  | Vots | % | Escons | +/- |
| ---- | ---- | - | ------ | --- |
| 2024 |      |   | 5 / 60 | Nou |

### Parlament Europeu
| Any  | Líder              | Vots    | %          | %     | Escons | +/- | Grup |
| Any  | Líder              | Vots    | F.E.C.     | Total | Escons | +/- | Grup |
| ---- | ------------------ | ------- | ---------- | ----- | ------ | --- | ---- |
| 2024 | Yvan Verougstraete | 368,668 | 14.28 (#4) | 5.17  | 1 / 22 | Nou | RE   |